# Pont d'Ademús
El pont d'Ademús o pont de les Glòries Valencianes és un pont de la ciutat de València que creua el riu Túria i connecta els barris del Botànic i de la Petxina amb els de Tendetes i de Campanar. El projecte del pont va fer-se el 1957, quan el riu Túria encara discorria per la seva llera original i és obra de l'enginyer Carlos Fernández Casado. Les seves coordenades geomètriques són: 39º28'41,5''N / 0º23'26,3''.
Uneix l'avinguda de Ferran el Catòlic amb l'avinguda del Papa Pius XII, la qual és l'eixida principal de la ciutat en direcció nord-oest i condueix cap a l'autovia d'Ademús. Per aquest motiu malgrat l'existència del nom Glòries Valencianes, el nom més habitual, tant entre els ciutadans com als plànols de la ciutat, és el pont d'Ademús.
Aquest pont és un dels més amplis, i es dedica quasi exclusivament a la circulació de trànsit motoritzat. Està construït sobre pilars cilíndrics de formigó, dos grups de sis a cada tram. Els vianants hi poden creuar, tanmateix existeix una passarel·la dedicada només als que van a peu a pocs metres més a l'est. El pont d'Ademús forma part d'una de les rondes concèntriques de la ciutat i, per tant, pateix una càrrega intensiva de vehicles. Es recolza sobre una sèrie de columnes primes i no gaire altes fetes de formigó, on el seu nombre és més significant que el pes que carrega cada una. Davall del pont, hi ha una gran bassa amb fonts que forma un semicercle. Té quatre carrils en cada direcció. A cada banda hi ha una línia de fanalets.
El pont disposa a cada cap d'una entrada a l'estació de metro de Túria, la qual se situa directament davall del pont i sota terra